# ثنائي سيلينيد ثنائي الفينيل
ثنائي سيلينيد ثنائي الفينيل هو مركب سيلينيوم عضوي يتألف من مركز ثنائي سيلينيد على طرفيه مجموعتا فينيل. يرمز لهذا المركب اختصاراً Ph2Se2، ويوجد في الشروط القياسية على شكل بلورات صفراء إلى برتقالية.

## التحضير
يحضر المركب من تفاعل السيلينيوم مع كاشف غرينيار بروميد فينيل المغنسيوم (PhMgBr) ثم بالأكسدة بالبروم:
{\displaystyle \mathrm {PhMgBr+Se\longrightarrow PhSeMgBr} }
{\displaystyle \mathrm {2\,PhSeMgBr+Br_{2}\longrightarrow Ph_{2}Se_{2}+2\,MgBr_{2}} }

## الخواص
يوجد المركب في الشروط القياسية على هيئة مسحوق بلوري، يتراوح لونه بين الأصفر إلى البرتقالي، وهو لا ينحل في الماء، لكنه يذوب في أغلب المذيبات العضوية
للمركب تناظر جزيئي وفق النمط C2، ويبلغ طول الرابطة Se-Se مقدار 2.29 أنغستروم (Å)؛ أما زاوية الرابطة C-Se-Se-C ثنائية السطح فتبلغ 82°؛ أما زاوية الرابطة C-Se-Se فتبلغ مقدار 110°.

## الاستخدامات
يستخدم كاشف ثنائي سيلينيد ثنائي الفينيل في الاصطناع العضوي، حيث يؤدي اختزاله بالصوديوم إلى الحصول على مركب PhSeNa في وسط التفاعل:
{\displaystyle \mathrm {Ph_{2}Se_{2}+2\,Na\longrightarrow 2\,PhSeNa} }
والأخير كاشف محب للنواة (نكليوفيلي) يستخدم في تفاعلات الاستبدال النكليوفيلية، كما المثال التالي في مرحلة من مراحل اصطناع المورفين: